# Grzbiet Scotia
Grzbiet Scotia (Południowoantylski) – grzbiet śródoceaniczny na dnie Oceanu Atlantyckiego, położony w jego południowo-zachodniej części. Ma 4344 km długości, rozciąga się na części szerokości oceanu pomiędzy Grzbietem Śródatlantyckim i Ziemią Ognistą, należącą do Chile. Rozdziela wody oceaniczne na Basen Argentyński i Morze Weddella. Jego wysokość oscyluje wokół 2000-8500 m ponad dno oceaniczne w otaczających go basenach.